# محمدصادق قاضی‌زاده
محمدصادق قاضی‌زاده (زاده ۱۳۳۹، تهران) عضو هیئت علمی دانشکده مهندسی برق دانشگاه شهید بهشتی و در حال حاضر عضو هیئت مدیره توانیر است. وی پیش از این در سمت‌های ریاست پژوهشگاه نیرو، معاونت برنامه‌ریزی وزارت نیرو، معاونت برنامه‌ریزی شرکت مادر تخصصی توانیر، رئیس سابق پردیس فنی و مهندسی دانشگاه شهید بهشتی، مدیر کل دفتر خصوصی‌سازی صنعت برق ایران و رئیس هیئت تنظیم بازار برق ایران مشغول به کار بوده‌است. او در سال‌های ۱۳۷۶–۱۳۷۸ ریاست پردیس فنی و مهندسی شهید عباسپور را نیز برعهده داشته‌است. همچنین، وی دارای مقالاتی در IEEE می‌باشد.

## زندگی‌نامه
قاضی‌زاده در سن ۱۶ سالگی وارد دانشگاه شد و مدرک کارشناسی خود را از دانشگاه صنعتی شریف در رشته الکترونیک (۱۳۵۴–۱۳۶۱) و مدرک کارشناسی ارشد خود را از دانشگاه صنعتی امیرکبیر (۱۳۶۷) در گرایش کنترل و دکترای خود را در گرایش مهندسی قدرت در سال ۱۳۷۶ از دانشگاه یومیست انگلستان دریافت کرده. وی پس از بازگشت به ایران به مدت ۲ سال (۱۳۷۶–۱۳۷۸) سال عهده‌دار ریاست پردیس فنی و مهندسی شهید عباسپور شد. وی یکی از مؤسسان و اعضای هیئت امنای این دانشگاه بوده و با درجهٔ دانشیاری به تدریس در مقاطع کارشناسی و کارشناسی ارشد در پردیس فنی و مهندسی دانشگاه شهید بهشتی مشغول است.
قاضی‌زاده یکی از بنیانگذاران تجدید ساختار صنعت برق در ایران بوده و همچنین ریاست هیئت تنظیم بازار برق ایران را نیز در کارنامه دارد. این هیئت به عنوان تنظیم کننده (رگولاتور) بازار برق مسئول سیاست‌گذاری تجدید ساختار صنعت برق ایران می‌باشد.
همچنین قاضی زاده یکی از اعضای انجمن ملی شبکه هوشمند انرژی ایران و دبیر کمیته آموزش و پژوهش این انجمن می‌باشد. این انجمن به عنوان یک نهاد مشاوره‌ای در زمینه تعیین راهبرد هوشمند سازی شبکه برق ایران فعالیت می‌کند و ریاست آن را محمدرضا عارف به عهده دارد.
وی همچنین عضو مرکز تحقیقات سیاست علمی کشور نیز می‌باشد. قاضی‌زاده از اسفند ماه ۱۳۹۱ با حکم وزیر نیرو به مدت ۴ سال به عنوان ریاست پژوهشگاه نیرو انتخاب شد.

### زمینه تدریس و مطالعاتی
زمینه تدریس وی در دانشگاه شهید بهشتی عبارتند از:
- کنترل مدرن (تحصیلات تکمیلی)
- اقتصاد انرژی (تحصیلات تکمیلی)
- امنیت شبکه (تحصیلات تکمیلی)
- بهره‌برداری و دیسپاچینگ (کارشناسی)
- دینامیک سیستم‌های قدرت (تحصیلات تکمیلی)

همچنین زمینه مطالعاتی وی عبارت است از:
- سیستم‌های تجدیدساختار یافته و بازارهای الکتریکی
- شبکه‌های الکتریکی هوشمند
- بهره‌برداری از شبکه الکتریکی

## سوابق اجرایی
- معاون سابق وزیر نیرو[۳]
- رئیس سابق هیئت تنظیم بازار برق کشور[۴]
- رئیس سابق دانشگاه صنعت آب و برق تهران
- مشاور وزیر نیرو[۵]